# Cane che abbaia non morde - Barking Dogs Never Bite
Cane che abbaia non morde - Barking Dogs Never Bite (플란다스의 개?, Peullandaseu-ui GaeLR; lett. "Il cane delle Fiandre") è un film del 2000 diretto da Bong Joon-ho, al suo debutto alla regia. Il titolo originale del film è un riferimento a un romanzo ottocentesco di Ouida sugli animali domestici molto popolare in alcuni paesi dell'Asia orientale.

## Trama
Ko Yun-ju, un professore universitario senza impiego fisso e il cui matrimonio è in crisi, è infastidito dall'abbaiare dei cani nel suo condominio tanto da rapirne uno, causandone accidentalmente la morte. La giovane bibliotecaria Park Hyun-nam inizia a indagare sulla sparizione di quest'ultimo per conto di un'inquilina del palazzo.

## Produzione
Nel 2004, l'attrice Bae Doo-na ha definito la scena dell'inseguimento tra il suo personaggio e quello del senzatetto come la più bella che abbia mai girato in tutta la sua carriera.

## Distribuzione
Il film viene distribuito nelle sale cinematografiche italiane il 27 aprile 2023 in una versione sottotitolata.